# طعم (فلم)
فيلم إغراء أو الطعم (الإنجليزية: bait) هو فيلم استرالي-سنغافوري رعب من إخراج كيمبل رينديل و و سيناريو جون كيم وراسل ملكاهي. من بطولة شارني فينسون، فيبي تونكين، كزافييه صموئيل، جوليان مكماهون، كاريبيا هاينه، أليكس رسل، لينكولن لويس، أليس باركنسون، ودان ويلي. صدر الفيلم لا مرة في 20 سبتمبر 2012 في أستراليا.

## قصة الفيلم
تدور احداث الفيلم حول مجموعة من الأشخاص محاصرين بداخل سوبر ماركت بعد أن ضرب تسونامي سواحل ولاية كوينزلاند بأستراليا، ولكن سرعان ما يتحول خوفا إلى رعب بعد اكتشافهم بوجود سمكة قرش مفترسة وجائعة بجانبهم طولها يزيد عن 12 قدم.

## وصلات خارجية
- مقالات تستعمل روابط فنية بلا صلة مع ويكي بيانات